# Ahrensburger Straße (Hamburg)
Die Ahrensburger Straße ist eine 1.990 Meter lange Hauptstraße in den Hamburger Stadtteilen Wandsbek und Tonndorf. Am östlichen Ende wird sie von rund 35.000 Autos täglich befahren. Sie ist Teil des Hauptverkehrsstraßennetzes von Hamburg. Sie hat den amtlichen Straßenschlüssel A053.

## Verlauf
Die Straße beginnt im Westen an der Wandsbeker Zollstraße. Sie verläuft Richtung Osten und verzweigt sich beim Tonndorfer Friedhof in die Stein-Hardenberg-Straße und die Tonndorfer Hauptstraße. 
In ihr münden die Eichtalstraße, Birtstraße, Eickhoffweg, Luetkensallee, Bei der Hopfenkarre, Kurfürstenstraße, Jenfelderstraße, Reisners Kamp, Dammwiesenstraße, Nordmarkstraße und der Doraustieg. Außerdem kreuzt sie den Holstenhofweg. 

## Geschichte
Die nach ihrem Verlauf in Richtung Ahrensburg benannte Straße ist Teil einer seit dem Mittelalter bestehenden Handelsverbindung zwischen den Hansestädten Hamburg und Lübeck (Lübsche Chaussee). Im 18. Jahrhundert wurde sie zur Poststraße und in den 1840er Jahren schließlich zur Chaussee nach französischem Vorbild ausgebaut. Aus dieser Zeit stammt auch ein unter Denkmalschutz stehender dänischer Meilenstein in Höhe der Ahrensburger Straße 152 in Tonndorf. Bis zu ihrer Herabstufung im Jahr 2015 war diese Strecke auch Teil der Bundesstraße 75.
Vor dem Zweiten Weltkrieg trug die heutige Krausestraße in Barmbek und Dulsberg ebenfalls den Namen Ahrensburger Straße. Sie wurde 1950 nach dem früheren SPD-Schulsenator Emil Krause benannt. 

## Denkmalgeschützte Bauten
- Ahrensburger Straße 3, 14, 39, 42, 44, 46, 57
- Ahrensburger Straße 152, 188, 190

Siehe auch: Liste der Kulturdenkmäler in Hamburg-Wandsbek und Tonndorf

## KZ-Außenlager Hamburg-Wandsbek

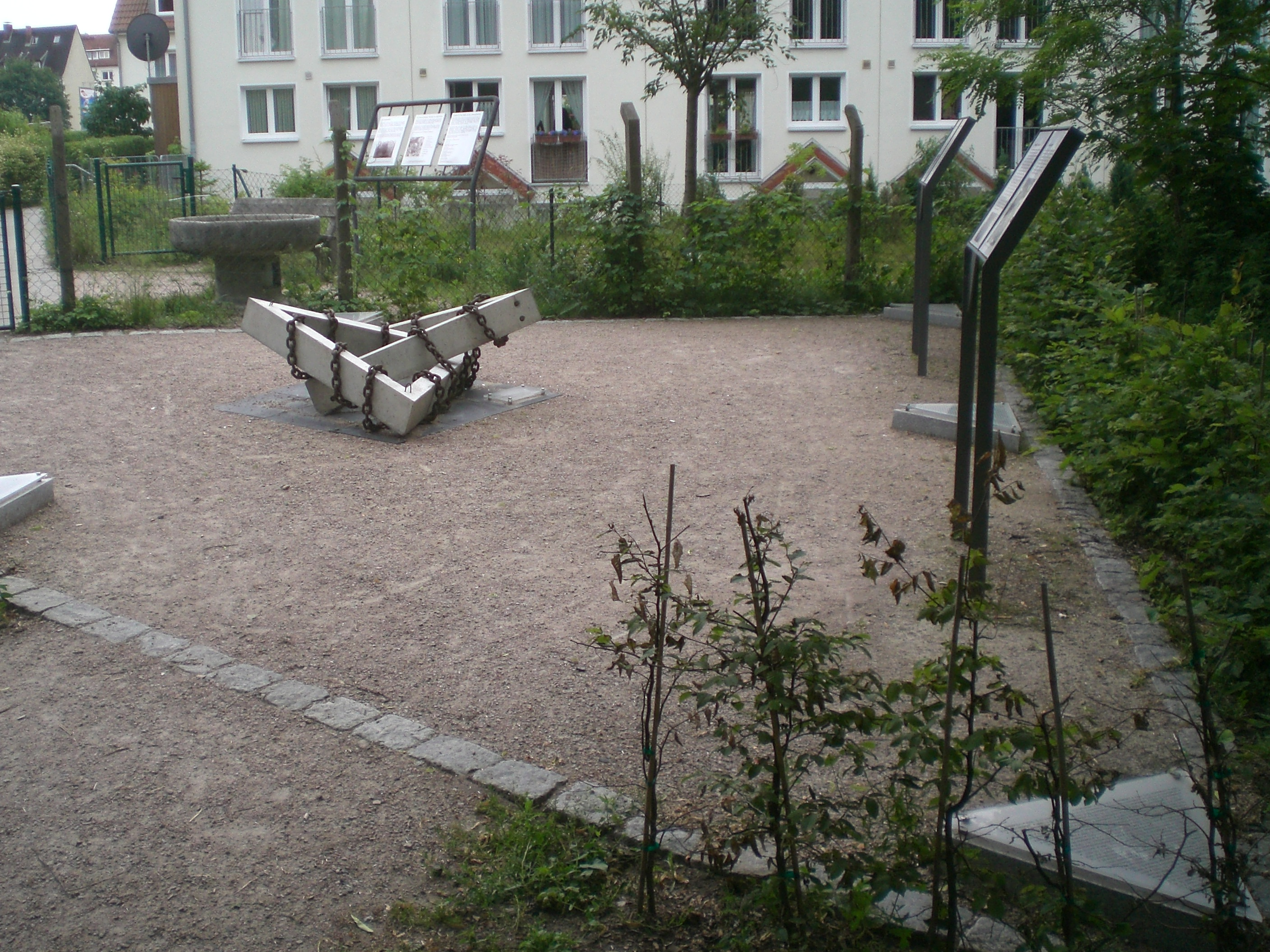
Gedenkstätte am Ort des ehemaligen KZ-Außenlagers

An der Ahrensburger Straße 162 befand sich vom Sommer 1944 bis Mai 1945 das KZ-Außenlager Hamburg-Wandsbek des KZ Neuengamme, in dem mehr als 500 überwiegend weibliche Zwangsarbeiter für Aufräumarbeiten nach Bombenangriffen auf Hamburg eingesetzt wurden und Gasmasken für das Drägerwerk herstellen mussten. Heute befindet sich dort eine Gedenkstätte des ehemaligen Lagers.

## Gebäude

### Opernfactory
Die Opernfactory ist ein Privattheater und befindet sich in einer ehemaligen Gewürzmühle an der Ahrensburger Straße 138. Sie bietet Platz für 130 Zuschauer. 

### Grenzsteine

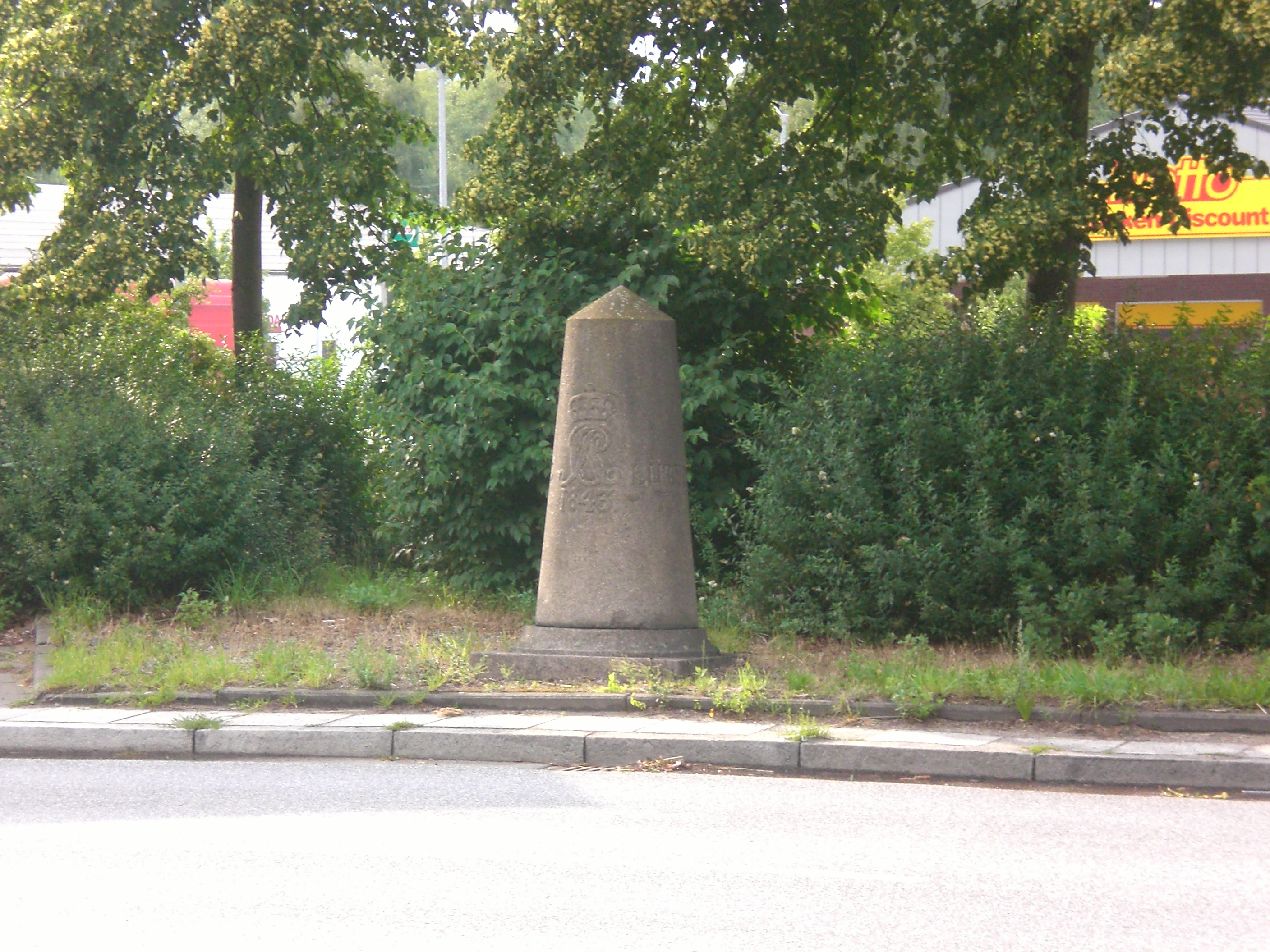
Dänischer Meilenstein

An der Straße verteilt befinden sich einige Grenz- & Meilensteine und Reliefsäulen, die größtenteils unter Denkmalschutz stehen. 

## Parks

### Eichtalpark

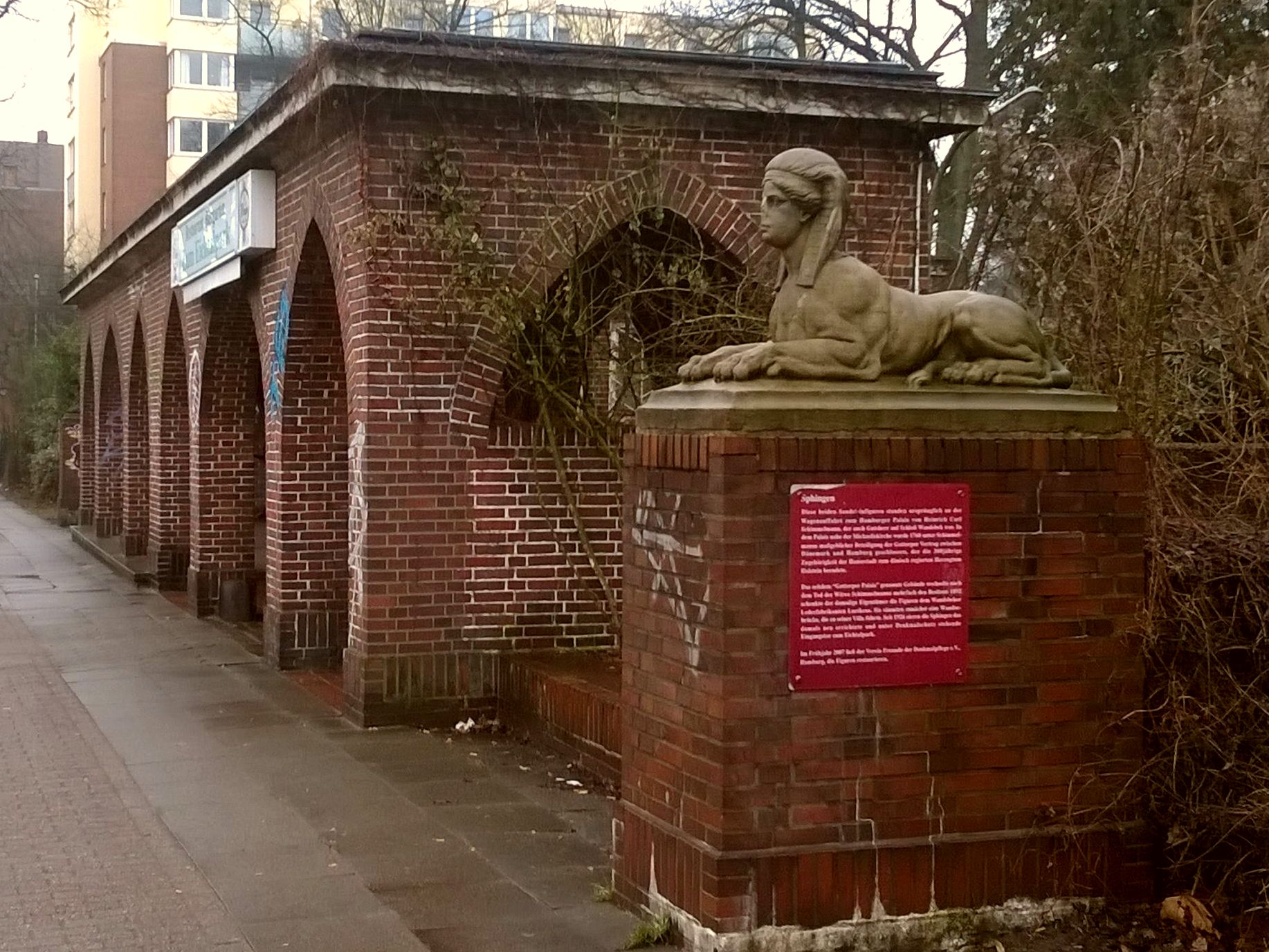
Ehemalige „Bedürfnisanstalt“ (Toilettenhäuschen) am Eingang des Eichtalparks mit Sphingen aus dem früheren Lütkens'schen Privatgarten

Der Eichtalpark ist eine 7,5 Hektar große öffentliche Parkanlage, einst der Privatgarten der Wandsbeker Lederfabrikanten-Familie Lütkens. Die frühere Villa wurde bei Bombenangriffen 1943 zerstört. 
Das Eingangsbauwerk an der Ahrensburger Straße wurde 1927 als öffentliche Bedürfnisanstalt (Toilette) errichtet. Unmittelbar dahinter befindet sich eine heute als Restaurant genutzte ehemalige Wassermühle, die auch als Lohmühle für die Lütkens'sche Lederfabrik diente.

### Friedhof Tonndorf
Der Friedhof Tonndorf ist einer von drei Friedhöfen in Wandsbek. Er wurde 1880 eingeweiht.

## Verkehr
Die Höchstgeschwindigkeit beträgt 50 km/h. An den Seiten befinden sich Radwege. Der Großteil der Straße hat vier Fahrstreifen, an Kreuzungen hat sie öfters auch 5 oder 6 Fahrstreifen.

### Öffentlicher Nahverkehr
Direkt an der Ahrensburger Straße halten die Metrobuslinie 9 und die Nachtbuslinie 608 an den Stationen, von Westen nach Osten, Eichtalpark, Kurfürstenstraße, Ölmühlenweg (Süd), Nordmarkstraße und Tonndorfer Friedhof. 